# 星の生徒
『星の生徒』（ほしのせいと）は、山中峯太郎作、河目悌二画による少年向け小説。『少年倶楽部』1934年（昭和9年）1月号から12月号に連載された。

## 概要
山中は、大阪陸軍幼年学校（4期）、陸軍士官学校（19期）を経て陸軍大学校にも進学した軍人だったが、病のため陸大を中退した後、作家となり少年向け小説を発表していた。
本作は、東京陸軍幼年学校の第35期、第37期生をモデルとして執筆された。数名の生徒が山中の自宅に招かれてエピソードを提供し、実在の人名や実際の出来事が登場している。
タイトルの「星の生徒」とは、制服の襟の徽章に由来した幼年学校生の愛称であり、当時の日本で高い社会的地位があった。
連載後の1936年（昭和11年）に入校した第40期生には、この小説を読んで幼年学校に憧れを抱いた者も多くいた。

## 書誌情報
- 山中峯太郎『星の生徒』実業之日本社、1935年3月。　NCID BA68245240、
- 山中峯太郎『星の生徒』同盟出版社、1943年11月。 全国書誌番号:45017950、
- 山中峯太郎『星の生徒』秋元書房、1969年11月。　NCID BA60280769、